# Канджи, Макумба
Макумба Канджи (фр. Macoumba Kandji; 2 августа 1985, Дакар, Сенегал) — сенегальский футболист, нападающий клуба «Лахти».

## Биография
Канджи родился в столице Сенегала Дакаре, но рос в Гамбии. В США приехал в 2003 году, в 2009 году получил убежище. Посещал старшую школу в Северной Каролине. В 2004—2005 годах обучался в Военном колледже Джорджии и играл за футбольную команду учебного заведения.
В 2006 году Канджи выступал за молодёжный состав до 23 лет клуба «Атланта Силвербэкс» в лиге USL PDL. Летом 2007 года присоединился к основному составу «Атланты Силвербэкс» в лиге USL-1. Его профессиональный дебют состоялся 4 августа 2007 года в матче против «Чарлстон Бэттери». 10 августа 2007 года в матче против «Пуэрто-Рико Айлендерс» он забил свой первый гол в карьере. В сезоне USL-1 2008 Канджи сыграл в 21 матче, забил 11 голов и отдал пять голевых передач, пять раз включался в символическую сборную недели и дважды был назван игроком недели.
15 сентября 2008 года Канджи был взят в аренду клубом MLS «Нью-Йорк Ред Буллз» до конца сезона 2008 с опцией выкупа. В высшей лиге дебютировал 27 сентября 2008 года в матче против «Колорадо Рэпидз», записав на себя голевую передачу. 23 октября 2008 года в матче против «Чикаго Файр» забил свой первый гол в MLS.
В ноябре 2008 года «Атланта Силвербэкс» объявила, что по финансовым причинам пропустит сезон 2009. Такое развитие событий сделало бы Канджи свободным агентом, что позволило бы «Ред Буллз» забрать его бесплатно, без выкупа предположительно за около $150 тыс. Однако, владелец «Силвербэкс» Борис Еркуница передал права на Канджи другому клубу USL-1 «Каролине Рэйлхокс», где имел небольшую долю.
13 января 2009 года «Нью-Йорк Ред Буллз» выкупил Канджи и подписал с ним на однолетний контракт. 8 мая 2009 года в матче против «Сан-Хосе Эртквейкс», завершившимся выигрышем со счётом 4:1, Канджи забил один гол и отдал две голевые передачи, за что был назван игроком недели в MLS.
14 сентября 2010 года Канджи был обменян в «Колорадо Рэпидз» на Мехди Баллуши. За денверский клуб дебютировал 18 сентября 2010 года в матче против «Нью-Инглэнд Революшн». Канджи помог «Колорадо Рэпидз» обыграть «Даллас» в матче за Кубок MLS 2010, поспособствовав победному голу в экстра-тайме — защитник соперников Джордж Джон срезал его удар в свои ворота. В этом же матче он получил тяжёлую травму — разрыв передней крестообразной связки коленного сустава. Вернулся на поле спустя почти девять месяцев. 17 августа 2011 года в матче Лиги чемпионов КОНКАКАФ 2011/12 против сальвадорского «Исидро Метапан» оформил дубль.
8 февраля 2012 года Канджи был обменян в «Хьюстон Динамо» на драфт-пик. За техасский клуб дебютировал 11 марта 2012 года в матче первого тура сезона против «Чивас США». 10 июня 2012 года в матче против «Ванкувер Уайткэпс» забил свой первый гол за «Динамо».
28 января 2013 года подписал контракт с клубом «Каллони» из Греческой футбольной лиги, второго дивизиона Греции. За клуб сыграл в 19 матчах, проведя на поле 1477 минут, забил шесть голов. Помог клубу добиться повышения в классе, заработать место в Суперлиге Греции.
Летом 2013 года перешёл в другой клуб греческой Суперлиги «Левадиакос».
В апреле 2014 года подписал краткосрочный контракт с клубом чемпионата Финляндии ХИК до августа 2014 года с возможностью продления. Свой дебют в Вейккауслиге, 12 апреля 2014 года в матче против клуба КуПС, отметил голом. Забил три гола в матчах квалификации и группового этапа Лиги Европы 2014/15.
Первую половину 2015 года провёл в чемпионате Саудовской Аравии, выступая за клуб «Аль-Фейсали».
9 июля 2015 года вернулся в ХИК, подписав контракт на оставшуюся часть сезона 2015.
5 мая 2017 года стал игроком клуба «Интер Турку».
В мае 2018 года присоединился к клубу «Хонка». Дебютировал за «Хонку» в матче против РоПС 3 мая 2018 года, в котором, выйдя на замену, забил гол. Дважды выбирался игроком месяца в Вейккауслиге — в июне и июле 2018 года. В гонке бомбардиров сезона 2018 финишировал на третьем месте с 16 забитыми мячами.
В марте 2019 года перешёл в клуб чемпионата Ирана «Санат Нафт». За клуб сыграл в 11 матчах, забил два гола. Покинул клуб в конце мая 2019 года в качестве свободного агента.
9 августа 2019 года вернулся в «Хонку».

## Достижения
Командные
 «Колорадо Рэпидз»
- Чемпион MLS (обладатель Кубка MLS): 2010

 ХИК
- Чемпион Финляндии: 2014
- Обладатель Кубка Финляндии: 2014